# قلعه کافر
بقایای قلعه کافر مربوط به سده‌های میانه و متاخر دوران‌های تاریخی پس از اسلام است و در شهرستان گرمسار، بخش ایوانکی، دهستان ایوانکی، روستای دزک، ارتفاعات جنوب روستا، ۵۵۰ متری جنوب حمام تاریخی روستای دزک واقع شده و این اثر در تاریخ ۲۶ اسفند ۱۳۸۷ با شمارهٔ ثبت ۲۶۰۵۹ به‌عنوان یکی از آثار ملی ایران به ثبت رسیده است.